# 일본춘추항공
일본춘추항공(영어: Spring Airlines Japan, 일본어: 春秋航空日本)은 일본의 저비용 항공사로 총 4개 노선을 취항하고 있다. 본사는 일본 지바현 나리타시 위치해 있으며 2013년에 설립했다. 또한 사용하고 있는 허브 공항으로 나리타 국제공항이 있다. 중화인민공화국의 저비용 항공사인 춘추항공의 자회사에 해당된다.

## 보유 기종
- 2019년 8월 기준으로 일본춘추항공은 다음과 같은 기종을 보유하고 있다.